# Kate Wilhelm
Katie „Kate“ Gertrude Meredith Wilhelm (* 8. Juni 1928 in Toledo, Ohio; † 8. März 2018 in Eugene, Oregon) war eine US-amerikanische Science-Fiction- und Fantasy-Schriftstellerin.

## Leben
Kate Wilhelm war die Tochter des Mühlenbauers Jesse Meredith und seiner Frau Ann, arbeitete nach der Highschool als Verkäuferin, Model und Telefonistin, ehe sie mit 19 Jahren Joseph Wilhelm heiratete und zwei Söhne bekam. 1962 ließ sie sich nach fünfzehnjähriger Ehe scheiden und war von 1963 an (bis zu seinem Tod 2002) mit dem Autor und Herausgeber Damon Knight verheiratet, mit dem sie ein weiteres Kind bekam. Sie lebte in Eugene, Oregon, wo sie im März 2018 im Alter von 89 Jahren starb.
Als sie 1956 begann, Science-Fiction-Erzählungen zu schreiben, konnte sie noch im selben Jahr eine ihrer Kurzgeschichten verkaufen: The Pint-Sized Genie wurde in der Oktober-Ausgabe des Magazins Fantastic gedruckt. In den dann folgenden Geschichten und Romanen bilden sich langsam ihre typischen Themen und Motive heraus. War The Clone (1965) noch ein Roman, in dem alle Figuren nach und nach vom Monster gefressen werden, ehe sie zu Charakteren werden können, geht es in The Nevermore Affair (1966) bereits darum, den militärischen Missbrauch eines Langlebigkeitselixiers zu verhindern, und in The Killer Thing erkennt ein Supersoldat der Zukunft, dass er kaum besser ist als der Kampfroboter, gegen den er auf einem Wüstenplaneten kämpfen muss, und er vernichtet den Roboter, damit diese Technologie nicht seinen Kommandeuren in die Hände fallen kann. Kate Wilhelm profilierte sich mehr und mehr als Vertreterin einer wenig technischen, psychologisch fundierten Science-Fiction; in Margaret And I wechselt ihre zutiefst unglückliche Protagonistin in eine andere, bessere Realität über, während sie in Where Late The Sweet Birds Sang eine düstere Welt jenseits der endgültigen ökologischen Katastrophe schildert. Ihre späteren Werke verließen allmählich die Science-Fiction, etwa wenn Kate Wilhelm in A Sense Of Shadow (1981) beschreibt, wie ein tyrannischer Vater noch nach seinem Tod versucht, seine Familie zu beherrschen, und niemals klar ausspricht, ob es tatsächlich Besessenheit ist oder doch psychischer Druck, der eine der Figuren am Ende in den Selbstmord treibt.
Ihre zahlreichen Erzählungen wurden in allen bedeutenden amerikanischen Science-Fiction-Anthologiereihen veröffentlicht, aber auch in Zeitschriften wie Cosmopolitan.
Von 1991 an wandte sie sich einer Serie von Anwaltsromanen zu, die um ihre Figur Barbara Holloway kreist; diese Serie wurde noch nicht ins Deutsche übersetzt.

## Auszeichnungen
- 1968: Nebula Award in der Kategorie Beste Kurzgeschichte („Short Story“) für The Planners
- 1977: Hugo Award in der Kategorie Bester Roman („Novel“) für Where Late the Sweet Birds Sang (dt. Hier sangen früher Vögel)
- 1977: Locus Award in der Kategorie Bester Roman („Novel“) für Where Late the Sweet Birds Sang (dt. Hier sangen früher Vögel)
- 1977: Jupiter Award in der Kategorie Bester Roman („Novel“) für Where Late the Sweet Birds Sang (dt. Hier sangen früher Vögel)
- 1981: Prix Tour-Apollo in der Kategorie Bester Roman („Novel“) für Juniper Time
- 1986: Nebula Award in der Kategorie Beste Erzählung („Novellette“) für The Girl Who Fell into the Sky
- 1987: Nebula Award in der Kategorie Beste Kurzgeschichte („Short Story“) für Forever Yours, Anna
- 1996: I-CON Gallun Award in der Kategorie Lebenswerk
- 1997: Kurd-Laßwitz-Preis in der Kategorie Bester ausländischer Roman („foreign novel“) für Death Qualified: A Mystery of Chaos
- 2003: Aufnahme in die Science Fiction Hall of Fame
- 2006: Hugo Award in der Kategorie Sachbuch („related book“) für Storyteller: Writing Lessons and More from 27 Years of the Clarion Writers’ Workshop
- 2006: Locus Award in der Kategorie Sachbuch („non-fiction“) für Storyteller: Writing Lessons and More from 27 Years of the Clarion Writers’ Workshop
- 2008: Spotted Owl Award für A Wrongful Death
- 2009: SFWA Solstice Award

## Bibliografie

### Science Fiction
Romane
- The Clone (1965, mit Theodore L. Thomas)
  - Deutsch: Der Klon: Wesen aus Zufall. Bastei Lübbe Science Fiction Taschenbuch #24, 1973, ISBN 3-404-00059-5.
- The Nevermore Affair (1966)
  - Deutsch: Leben ohne Tod. Goldmanns Zukunftsromane #76, 1967.
- The Killer Thing (1967)
  - Deutsch: Das Killer-Ding. Übersetzt von Ingrid Rothmann. Bastei Lübbe Science Fiction Taschenbuch #1, 1971. Auch als: Das Killerding. Übersetzt von Ingrid Rothmann, überarbeitet von Marcel Bieger. Bastei Lübbe Science Fiction #23179, 1996, ISBN 3-404-23179-1.
- Let the Fire Fall (1969)
- Year of the Cloud (1970, mit Theodore L. Thomas)
  - Deutsch: Das Jahr des schweren Wassers. Bastei Lübbe Science Fiction Bestseller #22003, 1978, ISBN 3-404-01056-6.
- Margaret and I (1971)
  - Deutsch: Margaret und ich. Heyne Science Fiction & Fantasy #4114, 1984, ISBN 3-453-31074-8.
- City of Cain (1974)
- The Clewiston Test (1976)
  - Deutsch: Der Clewiston-Test. Heyne Science Fiction & Fantasy #3765, 1981, ISBN 3-453-30666-X.
- Where Late the Sweet Birds Sang (1976)
  - Deutsch: Hier sangen früher Vögel. Heyne Science Fiction & Fantasy #3600, 1978, ISBN 3-453-30507-8.
- Fault Lines (1977)
- Juniper Time (1979)
  - Deutsch: Wacholderzeit. Heyne Science Fiction & Fantasy #3983, 1983, ISBN 3-453-30916-2.
- A Sense of Shadow (1981)
  - Deutsch: Fühlbare Schatten. Heyne Science Fiction & Fantasy #4050, 1984, ISBN 3-453-30993-6.
- Oh, Susannah! (1982)
- Welcome, Chaos (1983)
- Huysman’s Pets (1986)
  - Deutsch: Huysmans Schosstierchen. Übersetzt von Irene Bonhorst.  Heyne Science Fiction & Fantasy #4596, 1989, ISBN 3-453-03462-7.
- Crazy Time (1988)
  - Deutsch: Verrückte Zeit. Heyne Science Fiction & Fantasy #4635, 1989, ISBN 3-453-03897-5.
- Cambio Bay (1990)
- Justice for Some (1993)
- The Good Children (1998)
- Skeletons (2002)

Sammlungen
- The Mile-Long Spaceship (1963, auch als Andover and the Android)
  - Deutsch: Geschenk von den Sternen. Übersetzt von Hans-Ulrich Nichau. Goldmanns Weltraum Taschenbücher #0105, 1969.
- The Downstairs Room and Other Speculative Fiction (1968)
- Abyss (1971)
- The Infinity Box (1975)
- Somerset Dreams and Other Fictions (1978)
- Better Than One (1980, mit Damon Knight)
- Listen, Listen (1981)
- Children of the Wind (1989)
  - Deutsch: Kinder des Windes. Heyne Science Fiction & Fantasy #5537, 1996, ISBN 3-453-11878-2.
- State of Grace (1991)
- And the Angels Sing (1992)
- A Flush of Shadows (1995)
- Kate Wilhelm in Orbit, Volume One (2015)

Kurzgeschichten
Wird bei Kurzgeschichten als Quelle nur Titel und Jahr angegeben, so findet sich die vollständige Angabe bei der entsprechenden Sammelausgabe.
- The Pint-Size Genie (1956)
- The Mile-Long Spaceship (1957)
  - Deutsch: Das meilenlange Raumschiff. In: Geschenk von den Sternen. 1969.
- The Last Threshold (1958)
- Gift from the Stars (1958)
  - Deutsch: Geschenk von den Sternen. In: Geschenk von den Sternen. 1969.
- The Trouble with Toys (1959)
- Project Starlight (1959)
- The Ecstacy of It (1959)
- Android, Kill for Me! (1959)
- Love and the Stars-Today! (1959)
- One for the Road (1959)
  - Deutsch: Einen für unterwegs. In: Geschenk von den Sternen. 1969.
- A Is for Automation (1959)
  - Deutsch: Automation. In: Geschenk von den Sternen. 1969.
- Brace Yourself for Mother (1959)
- It’s a Good Trick If … (1960)
- UFObia (1960)
- The Living Urn (1960)
- When the Moon Was Red (1960)
- A Time to Keep (1962)
- The Man Without a Planet (1962)
  - Deutsch: In den Weltraum verbannt. Übersetzt von Charlotte Winheller. In: Charlotte Winheller (Hrsg.): Das letzte Element. Heyne Allgemeine Reihe #224, 1963. Auch als: Der Mann ohne Planet. In: Geschenk von den Sternen. 1969.
- The Last Days of the Captain (1962)
  - Deutsch: Die letzten Tage des Captain. In: Geschenk von den Sternen. 1969.
- Andover and the Android (1963)
  - Deutsch: Andover und die Androidin. In: Geschenk von den Sternen. 1969.
- Fear is a Cold Black (1963)
  - Deutsch: Die Angst ist kalt und schwarz. In: Geschenk von den Sternen. 1969.
- Jenny with Wings (1963)
  - Deutsch: Jenny mit Flügeln. In: Geschenk von den Sternen. 1969.
- The Apostolic Travelers (1963)
  - Deutsch: Die apostolischen Reisenden. In: Geschenk von den Sternen. 1969.
- No Light in the Window (1963)
  - Deutsch: Kein Licht im Fenster. In: Geschenk von den Sternen. 1969.
- The Feel of Desperation (1964)
- The Man Who Painted Tomorrow (1965)
- Staras Flonderans (1966)
  - Deutsch: Staras Flonderanen. In: Damon Knight (Hrsg.): Damon Knight’s Collection 1. Fischer Taschenbuch (Fischer Orbit #1), 1972, ISBN 3-436-01477-X.
- Baby, You Were Great! (1967)
  - Deutsch: Baby, du warst fabelhaft. In: Damon Knight (Hrsg.): Damon Knight’s Collection 2. Fischer Taschenbuch (Fischer Orbit #3), 1972, ISBN 3-436-01490-7.
- The Planners (1968)
  - Deutsch: Die Planer. Übersetzt von H. C. Artmann. In: Brian W. Aldiss, Poul Anderson, Harry Harrison (Hrsg.): Steigen Sie um auf Science Fiction. Kindler, 1972, ISBN 3-463-00510-7.
- Windsong (1968)
  - Deutsch: Windsong. In: Damon Knight (Hrsg.): Damon Knight’s Collection 5. Fischer Taschenbuch (Fischer Orbit #9), 1972, ISBN 3-436-01549-0.
- Stranger in the House (1968)
- Countdown (1968)
- How Many Miles to Babylon? (1968)
- Perchance to Dream (1968)
- Sirloin and White Wine (1968)
- The Downstairs Room (1968)
- The Most Beautiful Woman in the World (1968)
- The Plausible Improbable (1968)
- Unbirthday Party (1968)
- Somerset Dreams (1969)
  - Deutsch: Somerset-Träume. Übersetzt von Ute Steinbicker / Jo Klein. In: Damon Knight (Hrsg.): Damon Knight’s Collection 9. Fischer Taschenbuch (Fischer Orbit #16), 1973, ISBN 3-436-01648-9. Auch als: Somerset träumt. Übersetzt von Sylvia Pukallus. In: Wolfgang Jeschke (Hrsg.): Heyne Science Fiction Jahresband 1987. Heyne Science Fiction & Fantasy #4385, 1987, ISBN 3-453-31380-1.
- A Cold Dark Night with Snow (1970)
  - Deutsch: Eine kalte, dunkle Nacht voll Schnee. In: Damon Knight (Hrsg.): Damon Knight’s Collection 8. Fischer Taschenbuch (Fischer Orbit #15), 1972, ISBN 3-436-01629-2.
- The Chosen (1970)
  - Deutsch: Die Auserwählten. In: Damon Knight (Hrsg.): Damon Knight’s Collection 8. Fischer Taschenbuch (Fischer Orbit #15), 1972, ISBN 3-436-01629-2.
- April Fool’s Day Forever (1970)
  - Deutsch: Der Kreis. In: Damon Knight (Hrsg.): Damon Knight’s Collection 10. Fischer Taschenbuch (Fischer Orbit #19), 1973, ISBN 3-436-01715-9.
- The Encounter (1970)
  - Deutsch: Die Begegnung. In: Lloyd Biggle, jr. (Hrsg.): Gute Nachrichten aus dem Vatikan und andere »Nebula«-Preis-Stories 1. Moewig (Playboy Science Fiction #6721), 1981, ISBN 3-8118-6721-0.
- The Infinity Box (1971)
- The Plastic Abyss (1971)
- Where Have You Been, Billy Boy, Billy Boy? (1971)
  - Deutsch: Wo bist du gewesen, Billy Boy, Billy Boy? In: Isaac Asimov, Martin Greenberg, Joseph Olander (Hrsg.): Fragezeichen Zukunft. Moewig (Playboy Science Fiction #6736), 1984, ISBN 3-8118-6736-9.
- On the Road to Honeyville (1972)
- Symbiosis (1972)
- The Fusion Bomb (1972)
- The Funeral (1972)
- The Village (1973)
- The Red Canary (1973)
- Whatever Happened to the Olmecs? (1973)
- The Hounds (1974)
- The Scream (1974)
- Where Late the Sweet Birds Sang (1974)
- A Brother to Dragons, a Companion of Owls (1974)
  - Deutsch: Bruder der Drachen, Kamerad der Eulen. In: Kinder des Windes. 1996.
- Man of Letters (1975)
- The Time Piece (1975)
- Planet Story (1975)
- Ladies and Gentlemen, This Is Your Crisis (1976)
  - Deutsch: Meine Damen und Herren, hier ist ihre Krise. In: Wolfgang Jeschke (Hrsg.): Science Fiction Story Reader 11. Heyne Science Fiction & Fantasy #3627, 1979, ISBN 3-453-30538-8.
- State of Grace (1977)
- Moongate (1978)
  - Deutsch: Wüstenmond. In: Wolfgang Jeschke (Hrsg.): Das digitale Dachau. Heyne Science Fiction & Fantasy #4161, 1985, ISBN 3-453-31116-7.
- Mrs. Bagley Goes to Mars (1978)
- Julian (1978)
  - Deutsch: Julian. In: Wolfgang Jeschke (Hrsg.): Das Gewand der Nessa. Heyne Science Fiction & Fantasy #4097, 1984, ISBN 3-453-31057-8.
- The Death of Mrs. Stringfellow (1980)
- The Winter Beach (1981)
  - Deutsch: Winterlicher Strand. In: Wolfgang Jeschke (Hrsg.): Heyne Science Fiction Jahresband 1983. Heyne Science Fiction & Fantasy #3962, 1983, ISBN 3-453-30894-8.
- With Thimbles, with Forks, and Hope (1981)
  - Deutsch: Ein Untier an der Angel. In: Wolfgang Jeschke (Hrsg.): Science Fiction Story Reader 20. Heyne Science Fiction & Fantasy #3995, 1983, ISBN 3-453-30931-6.
- Masterpiece of Love (1983)
  - Deutsch: Ein Meisterwerk der Liebe. In: Wolfgang Jeschke (Hrsg.): Second Hand Planet. Heyne Science Fiction & Fantasy #4470, 1988, ISBN 3-453-00995-9.
- The Book of Ylin (1983)
- The Mind of Medea (1983, auch als The Promise)
- The Book of Ylin: A Trilogy (1983)
- The Blue Ladies (1983)
  - Deutsch: Die blauen Damen. In: Kinder des Windes. 1996.
- Sister Angel (1983)
- Strangeness, Charm and Spin (1984)
- O Homo, O Femina, O Tempora (1985)
  - Deutsch: O homo, o femina, o tempora. In: Wolfgang Jeschke (Hrsg.): Die wahre Lehre – nach Mickymaus. Heyne Science Fiction & Fantasy #4747, 1991, ISBN 3-453-04487-8.
- The Gorgon Field (1985)
  - Deutsch: Das Gorgonenfeld. In: Kinder des Windes. 1996.
- The Dragon Seed (1985)
  - Deutsch: Die Drachensaat. In: Wolfgang Jeschke (Hrsg.): Mondaugen. Heyne Science Fiction & Fantasy #4660, 1990, ISBN 3-453-03914-9.
- The Great Doors of Silence (1986)
- The Loiterer (1986)
- The Girl Who Fell Into the Sky (1986)
  - Deutsch: Das Mädchen, das in den Himmel fiel. Übersetzt von Birgit Reß-Bohusch. In: Wolfgang Jeschke (Hrsg.): Heyne Science Fiction Jahresband zum Jubiläumsjahr 1988. Heyne Science Fiction & Fantasy #4477, 1988, ISBN 3-453-01007-8. Auch als: Das Mädchen, das in den Himmel fiel. Übersetzt von Irene Bonhorst. In: Kinder des Windes. 1996.
- Forever Yours, Anna (1987)
- The Disassembler (1987)
  - Deutsch: Der Demontierer. In: Ronald M. Hahn (Hrsg.): Rückkehr von der Regenbogenbrücke. Heyne Science Fiction & Fantasy #4574, 1989, ISBN 3-453-03163-6.
- Isosceles (1988)
- The Look Alike (1988)
  - Deutsch: Doppelgänger. In: Wolfgang Jeschke (Hrsg.): Heyne Science Fiction Jahresband 1991. Heyne Science Fiction & Fantasy #4770, 1991, ISBN 3-453-04477-0.
- Children of the Wind (1989)
  - Deutsch: Kinder des Windes. In: Kinder des Windes. 1996.
- And the Angels Sing (1990)
- The Day of the Sharks (1992)
- Naming the Flowers (1992)
- Bloodletting (1994)
- I Know What You’re Thinking (1994)
  - Deutsch: Ich weiss, was du denkst. In: Friedel Wahren (Hrsg.): Isaac Asimov’s Science Fiction Magazin 46. Folge. Heyne Science Fiction & Fantasy #5373, 1995, ISBN 3-453-09438-7.
- All for One (1995)
- Torch Song (1995)
- Christ’s Tears (1996)
- Merry Widow (1996)
- Rules of the Game (1996)
- The Haunting House (1996)
- Forget Luck (1996)
- An Imperfect Gift (1999)
- The Happiest Day of Her Life (1999)
- Earth’s Blood (2000)
- Yesterday’s Tomorrows (2001)
- The Man on the Persian Carpet (2002)
- Strangers When We Meet (2008)
- The Fountain of Neptune (2008)
- An Ordinary Day With Jason (2009)
- Shadows on the Wall of the Cave (2009)
- The Late Night Train (2010)
- Changing the World (2010)
- The Bird Cage (2011)
- Music Makers (2011)
- The Fullness Of Time (2012)
- Attachments (2017)

Anthologien
- Nebula Award Stories 9 (1974)
  - Deutsch: Der Plan ist Liebe und Tod. Moewig (Playboy Science Fiction #6730), 1982, ISBN 3-8118-6730-X.
- Clarion SF (1977)

### Kriminalromane
Barbara Holloway (Romanserie)
- Death Qualified: A Mystery of Chaos (1991)
  - Deutsch: Inseln im Chaos. Übersetzt von Walter Brumm. Heyne Science Fiction & Fantasy #5536, 1996, ISBN 3-453-11877-4.
- The Best Defense (1994)
- For the Defense also named Malice Prepense in hardbound editions (1996)
- Defense for the Devil (1999)
- No Defense (2000)
- Desperate Measures (2001)
- Clear and Convincing Proof (2003)
- The Unbidden Truth (2004)
- Sleight Of Hand (2006)
- A Wrongful Death (2007)
- Cold Case (2008)
- Heaven is High (2011)
- By Stone, By Blade, By Fire (2012)
- Mirror, Mirror (2017)

Constance & Charlie (Romanserie)
- The Hamlet Trap (1987)
  - Deutsch: Die Hamlet-Falle. Heyne Taschenbücher #7785, 1989, ISBN 3-453-02924-0.
- The Dark Door (1988)
  - Deutsch: Die Tür ins Dunkel. Übersetzt von Irene Bornhorst. Heyne Science Fiction & Fantasy #4809, 1991, ISBN 3-453-04998-5.
- Smart House (1989)
- Sweet, Sweet Poison (1990)
- Seven Kinds of Death (1992)
- Whisper Her Name (2012)

Sammlungen
- A Flush of Shadows: Five Short Novels (1995)
- The Casebook of Constance and Charlie (2 Bände, 1999/2000)

Romane
- More Bitter Than Death (1962)
- The Clewiston Test (1976)
- Fault Lines (1977)
- Oh, Susannah! (1982)
- Justice for Some (1993)
- The Good Children (1998)
  - Deutsch: Heile, heile Segen. Übersetzt von Stefanie Mierswa. List-Taschenbuch #68016, 2001, ISBN 3-548-68016-X.
- The Deepest Water (2000)
- Skeletons: A Novel of Suspense (2002)
- The Price of Silence (2005)
- Death of an Artist (2012)

### Sachliteratur
- Storyteller: Writing Lessons & More from 27 Years of the Clarion Writers’ Workshop (2005)